# Alex Mowatt
Alex James Mowatt (* 13. Februar 1995 in Doncaster) ist ein englischer Fußballspieler, der seit 2021 bei West Bromwich Albion unter Vertrag steht.

## Vereinskarriere

### Leeds United
Der bereits seit dem neunten Lebensjahr in der Jugendakademie von Leeds United spielende Alex Mowatt, debütierte am 27. August 2013 für die erste Mannschaft seines Vereins bei einem 3:1-Sieg bei den Doncaster Rovers im League Cup 2013/14. In der Folge wurde der 18-Jährige auch in der Football League Championship 2013/14 regelmäßig eingesetzt und kam auf 29 Ligaspiele und einen Treffer. In der Saison 2014/15 steigerte er sich auf neun Ligatore und beendete die Spielzeit mit Leeds im Tabellenmittelfeld. Dieses Niveau konnte er in den folgenden eineinhalb Jahren mit lediglich zwei Treffern in der EFL Championship nicht halten.

### FC Barnsley
Am 27. Januar 2017 gab der ebenfalls in der zweiten Liga spielende FC Barnsley die Verpflichtung des 21-Jährigen bekannt. Für seine neue Mannschaft bestritt er bis zum Saisonende elf Spiele und erzielte dabei ein Tor. Ende August 2017 lieh ihn Barnsley für die gesamte Spielzeit an den Drittligisten Oxford United aus. Bei seiner Rückkehr nach Barnsley im Sommer 2018 musste er mit seiner Mannschaft in der EFL League One 2018/19 antreten, da der Verein zuvor aus der zweiten Liga abgestiegen war. Mowatt fand in dieser Spielzeit zurück zu alter Stärke und kam auf acht Treffer in der dritten Liga, zudem wurde er in die Mannschaft des Jahres der dritten Liga gewählt. Barnsley erreichte mit dem zweiten Tabellenrang hinter dem Meister Luton Town zudem den direkten Wiederaufstieg in zweite Liga. Dort konnte sich der Verein in der EFL Championship 2019/20 am letzten Spieltag durch einen Treffer in der Nachspielzeit mit dem 2:1-Sieg beim FC Brentford den Klassenerhalt denkbar knapp sichern.
Die anschließende Spielzeit verbrachte der FC Barnsley mit dem im Oktober 2020 neu verpflichteten Trainer Valérien Ismaël überraschend im Aufstiegsrennen, nachdem sich das Team bei dessen Amtsantritt noch im Abstiegskampf befand. Mit einem erneut stark spielenden Alex Mowatt (44 Spiele/8 Tore) belegte der Verein letztendlich den fünften Tabellenplatz und zog damit in die Aufstiegs-Play-offs ein. Im Halbfinale scheiterte das Team jedoch nach einer 0:1-Heimniederlage im Hinspiel, mit einem 1:1-Unentschieden bei Swansea City. Mowatt erhielt in der Endphase der Saison die Auszeichnung als bester Spieler der zweiten Liga im Monat März 2021.

### West Bromwich Albion
Nach der so unerwartet erfolgreich verlaufenen Spielzeit wechselte der Trainer Valérien Ismaël innerhalb der zweiten Liga zum Premier-League-Absteiger West Bromwich Albion. Am 2. Juli 2021 verpflichtete er Alex Mowatt, dessen Vertrag beim FC Barnsley ausgelaufen war und der sich gegen eine Vertragsverlängerung entschieden hatte. Für seinen neuen Verein bestritt er 34 Ligaspiele in der EFL Championship 2021/22 und erzielte dabei 4 Tore. Die Saison verlief für West Brom nicht wie erhofft und endete mit einem unbefriedigenden zehnten Tabellenplatz. Bereits Anfang Februar 2022 hatte sich der Verein von Trainer Valérien Ismaël getrennt. 
Zu Beginn der Saison 2022/23 wechselte Mowatt innerhalb der zweiten Liga auf Leihbasis zum FC Middlesbrough.